# 昱成條款
昱成條款是在台灣股市裡個股連續飆漲時，對這支股票的相關買進賣出方式，予以限制的條款。由於此條款首次於1997年適用在昱成建設的股票，故俗稱「昱成條款」。
此條款規定個股停止融券、融資比例降為二成，並限制證券商每天受託買賣個股金額不得超過新台幣六千萬，以降低單一券商違約交割風險。
台灣股市中，最近一家被處以「昱成條款」的公司股票是創意電子。